# Лукреція Донаті
Лукреція Донаті (1447, Флоренція — 1501, там же) — італійська аристократка, коханка Лоренцо Медічі.
Ідентичність жінки в скульптурі Dama col mazzolino в музеї Барджелло у Флоренції можна приписати Лукреції Донаті. Також картина Сандро Боттічеллі «Стійкість» могла б бути іншим її зображенням.

## Біографія
Лукреція була дочкою Манно Донаті та Катерини Барді, флорентійської жінки, яка була останнім нащадком свого родинного дерева. З 1461 року була коханкою Лоренцо Медічі, платонічне кохання, до моменту одруження Лоренцо з італійською дворянкою Кларіче Орсіні. У 1486 році Лоренцо у вірші «Коринто» згадував вірші, які він написав для неї, коли йому було 16 років.
Лукреція вийшла заміж за флорентійського бізнесмена Нікколо Ардігеллі, який помер у вигнанні в 1496 році.

## Популярність культури
Актриса Лаура Хеддок зіграла Лукрецію Донаті в телесеріалі «Демони Да Вінчі». У телесеріалі «Медічі» Лукрецію зіграла Алессандра Мастронарді.